# Neofinetia
Genre
Classification phylogénétique
Neofinetia était un genre d'Orchidaceae originaire d'Asie. C'est maintenant un synonyme de Vanda.
Il contient à l'heure actuelle 3 espèces décrites comme valides :
- Neofinetia falcata (Thunb.) Hu - L'orchidée des samourais
- Neofinetia richardsiana Christenson
- Neofinetia xichangensis Z.J.Liu & S.C.Chen